# Clavileño (revista)
Clavileño fue una revista cultural española publicada entre 1950 y 1957, durante la dictadura franquista.

## Descripción
La revista, que comenzó a publicarse en 1950 editada en Madrid, tuvo como director a Francisco Javier Conde. Debe su título a Clavileño, suponiendo por tanto un homenaje a Don Quijote de la Mancha. Obtuvo financiación del Ministerio de Exteriores. Su último número apareció en 1957.